# Henry Thrun
Henry Thrun (né le 12 mars 2001 à Southborough, État du Massachusetts) est un joueur professionnel américain de hockey sur glace. Il évolue au poste de défenseur.

## Biographie

### Carrière en club
Thrun commence sa carrière junior avec l'USNTDP Juniors dans l'USHL en 2017-2018. Il est choisi au 4e tour, en 101e position par les Ducks d'Anaheim lors du repêchage d'entrée dans la LNH 2019. En 2019, il rejoint l'Université d'Harvard. Il évolue trois saisons avec les Crimson d'Harvard dans le championnat NCAA. Le 30 mars 2023, il joue son premier match dans la Ligue nationale de hockey avec les Sharks de San José face aux Golden Knights de Vegas et enregistre ses deux premières assistances.

### Carrière internationale
Il représente les États-Unis au niveau international. Il prend part aux sélections jeunes.

## Statistiques

### En club
| Saison    | Équipe                     | Ligue |    | Saison régulière | Saison régulière | Saison régulière | Saison régulière | Saison régulière |   | Séries éliminatoires | Séries éliminatoires | Séries éliminatoires | Séries éliminatoires | Séries éliminatoires |
| Saison    | Équipe                     | Ligue | PJ | B                | A                | Pts              | Pun              | PJ               | B | A                    | Pts                  | Pun                  |                      |                      |
| 2017-2018 | USNTDP Juniors             | USHL  | 34 | 3                | 17               | 20               | 8                | 8                | 2 | 5                    | 7                    | 2                    |                      |                      |
| 2018-2019 | USNTDP Juniors             | USHL  | 28 | 4                | 19               | 23               | 16               | -                | - | -                    | -                    | -                    |                      |                      |
| 2019-2020 | Crimson d'Harvard          | ECAC  | 30 | 8                | 6                | 14               | 29               | -                | - | -                    | -                    | -                    |                      |                      |
| 2020-2021 | Fighting Saints de Dubuque | USHL  | 24 | 8                | 14               | 22               | 4                | 2                | 0 | 0                    | 0                    | 0                    |                      |                      |
| 2021-2022 | Crimson d'Harvard          | ECAC  | 35 | 7                | 25               | 32               | 10               | -                | - | -                    | -                    | -                    |                      |                      |
| 2022-2023 | Crimson d'Harvard          | ECAC  | 33 | 7                | 24               | 31               | 14               | -                | - | -                    | -                    | -                    |                      |                      |
| 2022-2023 | Sharks de San José         | LNH   | 8  | 0                | 2                | 2                | 0                | -                | - | -                    | -                    | -                    |                      |                      |
| 2023-2024 | Sharks de San José         | LNH   | 51 | 3                | 8                | 11               | 16               | -                | - | -                    | -                    | -                    |                      |                      |
| 2023-2024 | Barracuda de San José      | LAH   | 18 | 1                | 5                | 6                | 10               | -                | - | -                    | -                    | -                    |                      |                      |
| 2024-2025 | Sharks de San José         | LNH   | 60 | 2                | 10               | 12               | 30               | -                | - | -                    | -                    | -                    |                      |                      |

### En équipe nationale
| Année | Compétition                          |    | PJ | B | A | Pts | Pun | +/-                |  | Résultat |
| 2019  | Championnat du monde moins de 18 ans | 7  | 0  | 1 | 1 | 0   | +10 | Médaille de bronze |  |          |
| 2021  | Championnat du monde junior          | 7  | 0  | 1 | 1 | 4   | +6  | Médaille d'or      |  |          |
| 2023  | Championnat du monde                 | 10 | 0  | 0 | 0 | 0   | +9  | Quatrième place    |  |          |